# Eastern Division (NHL)
Die Eastern Division war neben der Western Division eine von zwei Divisions in der nordamerikanischen Eishockey-Profiliga NHL.
Mit der Expansion der Liga im Jahr 1967 und der darauffolgenden Neuformation des Ligensystems wurde beschlossen, die NHL in zwei Divisionen zu teilen, nach einer erneuten Aufstockung der Liga 1974 wurde das Zwei-Divisionen-System abgeschafft und mit der Campbell bzw. der Prince of Wales Conference zwei Conferences mit je zwei untergeordneten Divisions eingeführt.
Der Name der Division leitete sich von den geographischen Lage der Teams, die in ihr spielten ab, d. h., dass in der Eastern Division die Teams spielten, die im Osten Nordamerikas beheimatet waren.

## Teams
| 1967/68             | 1968/69 | 1969/70 | 1970/71           | 1971/72 | 1972/73            | 1973/74 |
| ------------------- | ------- | ------- | ----------------- | ------- | ------------------ | ------- |
| Boston Bruins       |         |         |                   |         |                    |         |
|                     |         |         | Buffalo Sabres    |         |                    |         |
| Chicago Black Hawks |         |         |                   |         |                    |         |
| Detroit Red Wings   |         |         |                   |         |                    |         |
| Montréal Canadiens  |         |         |                   |         |                    |         |
|                     |         |         |                   |         | New York Islanders |         |
| New York Rangers    |         |         |                   |         |                    |         |
| Toronto Maple Leafs |         |         |                   |         |                    |         |
|                     |         |         | Vancouver Canucks |         |                    |         |

## Meister
- 1968 – Montréal Canadiens
- 1969 – Montréal Canadiens
- 1970 – Chicago Black Hawks
- 1971 – Boston Bruins
- 1972 – Boston Bruins
- 1973 – Montréal Canadiens
- 1974 – Boston Bruins